# SK Telecom
SK Telecom (에스케이 텔레콤, SK텔레콤) es una compañía surcoreana, especializada en la fabricación de teléfonos móviles y servicios de telecomunicaciones. Pertenece al grupo SK. Inició sus actividades en 1996.

## Historia
La marca del nuevo servicio comercial será 3G+.
En octubre del 2000 SK Telecom se convierte en el segundo operador del mundo tras NTT DoCoMo en lanzar servicios comerciales 3G usando la tecnología WCDMA.
En enero de 2002 siguió el lanzamiento de la red EV-DO, ofreciendo un mayor incremento en la transmisión de datos.
En mayo de 2005 SK Telecom decide vender el 60% de SK Teletech a Pantech Curitel.
El 26 de enero de 2005 anunció que formó una empresa conjunta con EarthLink para formar un nuevo operador de telefonía llamado Helio
La nueva empresa conjunta opera con la premisa de ser un operador móvil virtual (MVNO)  utilizando la red EVDO a partir de Sprint.
En 2006, SK Teletech cambia su nombre a SKY y se mantiene como una marca de la línea de teléfono Pantech Curitel
SK Telecom también ofrece una variedad de servicios de Internet, muchos a través de su filial SK Communications. Cyworld es uno de los servicios de blogs más populares en Corea del Sur. NateOn es uno de los programas de mensajería instantánea más populares.
Sk Telecom Incluye un equipo de League of Legends el cual es llamado SK Telecom T1.
En 2006 es la primera compañía en Corea que ofrece servicios y tecnología HSDPA.